# Timebelle
Timebelle je švicarsko-romunska glasbena skupina iz Berna.

## Zgodovina
Skupina je bila ustanovljena kot petčlanska fantovska zasedba, sestavljena iz študentov Univerze v Bernu. Skupino trenutno sestavljajo glavna vokalistka Miruna Mănescu, bobnar Samuel Forster in multiinštrumentalist Emanuel Daniel Andriescu. Nekdanji člani so harmonikar Rade Mijatović, kitarist Christoph Siegrist in basist Sándor Török. Ime izhaja iz Zytglogge, ki je ena glavnih znamenitosti Berna.
Skupina je zastopala Švico na tekmovanju za Pesem Evrovizije 2017 s pesmijo »Apollo«. Nastopili so v drugem polfinalu, kjer so zasedli 12. mesto s 97 točkami, vendar se niso uvrstili v finale. Švico so želeli zastopati že leta 2015 s pesmijo »Singing About Love«, a jim ni uspelo, saj so na švicarskem nacionalnem izboru zasedli drugo mesto.

## Člani

### Trenutni
- Miruna Mănescu – glavni vokal (iz Romunije)
- Samuel Forster – bobni (iz Švice)
- Emanuel Daniel Andriescu – saksofon, klarinet, klavir (iz Romunije)

### Nekdanji
- Rade Mijatović – harmonika (iz Srbije)
- Christoph Siegrist – kitara (iz Švice)
- Sándor Török – bas (iz Madžarske)

## Diskografija

### Mini album
| Naslov    | Podrobnosti                                                                             |
| --------- | --------------------------------------------------------------------------------------- |
| Desperado | - Objavljeno: 10. oktober 2015 - Založba: Samostojno izdano - Formati: digitalni prenos |

### Pesmi
| »Singing About Love«                                                                  | 2015 | —  | —         |
| »Desperado«                                                                           | 2015 | —  | Desperado |
| »Are You Ready«                                                                       | 2015 | —  | Desperado |
| »Apollo«                                                                              | 2017 | 37 | —         |
| »Come Around«                                                                         | 2017 | —  | —         |
| »Heartache« (skupaj s Soundland)                                                      | 2018 | —  | —         |
| »Tócame« (skupaj s SunStroke Project)                                                 | 2018 | —  | —         |
| »Movin On« (skupaj s Soundland)                                                       | 2019 | —  | —         |
| »Black Sea«                                                                           | 2019 | —  | —         |
| »Beautiful People« (skupaj z Alizé Oswald)                                            | 2020 | —  | —         |
| »Rápido« (skupaj z Alejandrom Reyesom)                                                | 2020 | —  | —         |
| »Dopamina«                                                                            | 2021 | —  | —         |
| »About Us«                                                                            | 2021 | —  | —         |
| »No Se Puede«                                                                         | 2021 | —  | —         |
| »Barba« (skupaj z Alejandrom Reyesom)                                                 | 2021 | —  | —         |
| »—« označuje posnetek, ki ni bil uvrščen na lestvico ali ni bil izdan na tem ozemlju. |      |    |           |